# Nykyrka landskommun, Skaraborgs län
Nykyrka landskommun var en tidigare kommun i dåvarande Skaraborgs län.

## Administrativ historik
Den inrättades i Nykyrka socken i Vartofta härad i Västergötland när 1862 års kommunalförordningar trädde i kraft 1863. 
Den upphörde vid kommunreformen 1952, då den gick upp i Mullsjö landskommun som 1971 ombildades till Mullsjö kommun. Den senare överfördes 1998 till Jönköpings län.

## Politik

### Mandatfördelning i valen 1942-1946
| 7 | 3 | 7 | 3 |

| 20 |

| 1 | 6 | 3 | 8 | 2 |

| 19 |